# Висоцько (Мазовецьке воєводство)
Висоцько (пол. Wysocko) — село в Польщі, у гміні Шидловець Шидловецького повіту Мазовецького воєводства.
Населення — 163 особи (2011).
У 1975-1998 роках село належало до Радомського воєводства.

## Демографія
Демографічна структура станом на 31 березня 2011 року:
|          | Загалом | Допрацездатний вік | Працездатний вік | Постпрацездатний вік |
| -------- | ------- | ------------------ | ---------------- | -------------------- |
| Чоловіки | 79      | 22                 | 43               | 14                   |
| Жінки    | 84      | 18                 | 41               | 25                   |
| Разом    | 163     | 40                 | 84               | 39                   |